# Sheoran Nirmla
Nirmla ou Nirmala Sheoran (née le 15 juillet 1995 dans le district de Bharatpur) est une athlète indienne, spécialiste du 400 m.

## Carrière
Elle remporte la médaille d'or sur relais 4 x 400 m lors des Championnats d'Asie 2013.
Elle participe aux Jeux olympiques de 2016, à la fois dans l'épreuve individuelle qu'en relais 4 x 400 m. Son record personnel est de 51 s 48 obtenu lors des National Inter-State Senior Athletics championships à Hyderabad en juillet 2016, record qu'elle améliore en 2017 et en 2018.
Le 7 octobre 2019, elle est bannie pour 4 ans de toutes compétitions à la suite d'un test antidopage positif à deux produits interdits lors d'une compétition en Inde en juin 2018. Disqualifiée de tous ses résultats depuis août 2016, elle perd ses deux titres acquis aux championnats d'Asie 2017.

## Palmarès
| Date | Compétition         | Lieu        | Résultat | Épreuve   | Temps         |
| ---- | ------------------- | ----------- | -------- | --------- | ------------- |
| 2013 | Championnats d'Asie | Pune        | 7e       | 400 m     | 55 s 40       |
| 2013 | Championnats d'Asie | Pune        | 1re      | 4 x 400 m | 3 min 32 s 26 |
| 2017 | Championnats d'Asie | Bhubaneswar | —        | 400 m     | DQ            |
| 2017 | Championnats d'Asie | Bhubaneswar | —        | 4 x 400 m | DQ            |
| 2018 | Jeux asiatiques     | Jakarta     | —        | 400 m     | DQ            |

## Records
| Épreuve | Épreuve   | Temps   | Lieu      | Date             |
| ------- | --------- | ------- | --------- | ---------------- |
| 400 m   | Plein air | 51 s 48 | Hyderabad | 1er juillet 2016 |